# VGBK
VGBK (afkorting van Vereniging Gemeente Belang Krimpenerwaard) is een lokale politieke partij in de Nederlandse gemeente Krimpenerwaard. De partij is opgericht in 2014.
Bij de herindelingsverkiezingen van 19 november 2014 werd de VGBK met zeven zetels de grootste partij in de nieuwe gemeente Krimpenerwaard, waarna de partij twee wethouders leverde aan het nieuwe college van burgemeester en wethouders.
Begin maart 2018 fuseerde Gemeentebelang Schoonhoven - die in 2014 twee zetels had behaald - met de VGKB. Bij de verkiezingen in datzelfde jaar behaalde de VGKB opnieuw zeven zetels. Na een herschikking van het college had de partij wederom twee wethouders.
In oktober 2018 stapte een van de fractieleden van de VGBK op, waardoor het college zijn meerderheid in de raad verloor.